# Piero Pasinati
Piero Pasinati (Trieszt, 1910. augusztus 11. – Trieszt, 2000. november 15.) világbajnok olasz labdarúgó, fedezet, edző.

## Pályafutása

### Klubcsapatban
1928 és 1939 között szülővárosa csapatában, a Triestina játszott. Az 1939–40-es idényben az AC Milan, a következő idényben a Novara labdarúgója volt. 1941-ben visszatért a Triestina együtteséhez, ahol 1946-ig szerepelt egy megszakítással a második világháború miatt. A Triestina csapatában összesen 377 bajnoki mérkőzésen lépett a pályára és 42 gólt szerzett. 1946–47-ben a Cremonese csapatánál játékosedző volt. 1948–49-ben a San Giovanni játékosa. 1949-ben fejezte be az aktív labdarúgást.

### A válogatottban
1936 és 1938 között 11 alkalommal szerepelt az olasz válogatottban és öt gólt szerzett. Tagja volt az 1938-as világbajnok csapatnak.

### Edzőként
1946–47-ben a Cremonese csapatánál játékosedzőként kezdte edzői karrierjét. 1950–51-ben a Ponziana, 1952-ben a Padova vezetőedzője volt. 1955 és 1957 között visszatért anyaegyesületéhez, a Triestina csapatához és két idényen át irányította az együttes szakmai munkáját. 1957 és 1961 között a Catanzaro, 1961–62-ben a Crotone, 1962-ben a Salernitana, 1962–63-ban a Sambenedettese, 1963–64-ben a Savona vezetőedzője volt. Edzői pályafutását az Empoli csapatánál fejezte be.

## Sikerei, díjai
Olaszország
- Világbajnokság
  - aranyérmes: 1938, Franciaország